# Collembole nivicole
Hypogastrura nivicola · collembole nivicole, collembole des neiges, puce des neiges
Espèce
Synonymes
- Podura nivicola Fitch, 1847
- Achorutes nivicola (Fitch, 1847)
- Achorutes diversiceps Litner, 1896
- Achorutes spinifer Schäffer, 1896

Le collembole nivicole (Hypogastrura nivicola), appelé aussi collembole des neiges ou puce des neiges, est une espèce de collembole de la famille des Hypogastruridae. Il se rencontre en Amérique du Nord, où on le remarque souvent sur la neige au printemps ou lors de jours d'hiver particulièrement doux. 
Malgré ce que laisse croire le nom usuel de puce des neiges, cet animal n'est pas une puce à proprement parler. De plus, l'appellation puce des neiges est aussi associée à d'autres espèces comme Hypogastrura harveyi ou le mécoptère Boreus hyemalis.

## Étymologie
Cette espèce est nommée en référence à son habitat, la neige.

## Description
Hypogastrura nivicola mesure quelques millimètres et est de couleur bleu indigo. Il arrive qu'on l'observe en agglomération de plusieurs centaines d'individus, qui forment des taches sombres particulièrement visibles sur la neige.

## Écologie
Ce petit arthropode se nourrit de spores de champignons et d'algues vivant sur les arbres ou la neige.

## Résistance au gel
Comme d'autres espèces de collemboles, Hypogastrura nivicola est connu depuis longtemps pour sa résistance au gel. C'est en 2005 que des chercheurs canadiens ont isolé et caractérisé des protéines antigel présentes dans son congénère Hypogastrura harveyi. La présence de telles protéines étaient déjà connues dans certaines espèces de poissons, d'araignées et d'insectes. Toutefois, à la différence des protéines de ces derniers animaux, celles des collemboles se dénaturent à une température plus élevée. Ces caractéristiques pourraient rendre ces protéines utiles pour la transplantation d'organes et les aliments surgelés.

## Publication originale
- Fitch, 1847 : Winter Insects of Eastern New York. American Journal of Agriculture, vol. 5, p. 274-284.